# Adrien Thomasson
Adrien Thomasson (ur. 10 grudnia 1993 w Bourg-Saint-Maurice) – francuski piłkarz grający na pozycji ofensywnego pomocnika w klubie RC Lens. Posiada także obywatelstwo chorwackie.

## Kariera juniorska
Thomasson grał jako junior w AS Bourg-Saint-Maurice. W latach 2008–2011 grał w Annecy FC, gdzie został zauważony przez En Avant Guingamp, AS Saint-Étienne oraz FC Lorient. Ostatecznie w 2011 trafił do Évian TG.

## Kariera seniorska

### Évian TG
Thomasson zadebiutował w pierwszej drużynie Évian TG 6 maja 2012 w meczu z AC Ajaccio (wyg. 2:1). Pierwszą bramkę zawodnik ten zdobył 10 stycznia 2015 w zremisowanym 1:1 spotkaniu przeciwko Stade Rennais. Łącznie dla Évian TG Francuz rozegrał 27 mecze, strzelając 2 gole.

### Évian TG II
Thomasson zaliczył debiut w rezerwach Évian TG 25 sierpnia 2012 w zremisowanym 3:3 spotkaniu przeciwko CS Louhans-Cuiseaux, strzelając wtedy swojego pierwszego gola. Ostatecznie w barwach tych rezerw Francuz wystąpił 30 razy, zdobywając 10 bramek.

### Vannes OC
Thomasson został wypożyczony do Vannes OC 29 sierpnia 2013. Zadebiutował on dla tego klubu 7 września 2013 w meczu z RC Strasbourg (przeg. 2:0). Pierwszą bramkę zawodnik ten zdobył 20 września 2013 w wygranym 3:0 spotkaniu przeciwko Paris FC. Łącznie dla Vannes OC Francuz rozegrał 28 meczów, strzelając 8 goli.

### FC Nantes
Thomasson przeszedł do FC Nantes 1 lipca 2015. Debiut dla tego klubu zaliczył on 8 sierpnia 2015 w wygranym 1:0 meczu przeciwko EA Guingamp. Premierowego gola piłkarz ten strzelił 23 października 2015 w meczu z SM Caen (wyg. 0:2). Ostatecznie w barwach FC Nantes Francuz wystąpił 110 razy, zdobywając 13 bramek.

### RC Strasbourg
Thomasson przeniósł się do RC Strasbourg 1 lipca 2018. Zadebiutował on dla tego klubu 12 sierpnia 2018 w meczu z Girondins Bordeaux (wyg. 0:2). Pierwszą bramkę zawodnik ten zdobył 20 października 2018 w wygranym 2:1 spotkaniu przeciwko AS Monaco FC.

## Statystyki

### Klubowe
(aktualne na dzień 29 października 2022)
| Klub               | Sezon              | Liga                   | Liga  | Liga   | Puchar kraju | Puchar kraju | Puchar ligi | Puchar ligi | Europa | Europa | Suma  | Suma   |
| Klub               | Sezon              | Liga                   | Mecze | Bramki | Mecze        | Bramki       | Mecze       | Bramki      | Mecze  | Bramki | Mecze | Bramki |
| ------------------ | ------------------ | ---------------------- | ----- | ------ | ------------ | ------------ | ----------- | ----------- | ------ | ------ | ----- | ------ |
| Évian TG           | 2011/12            | Ligue 1                | 3     | 0      | 0            | 0            | 0           | 0           | –      | –      | 3     | 0      |
| Évian TG           | 2012/13            | Ligue 1                | 0     | 0      | 0            | 0            | 0           | 0           | –      | –      | 0     | 0      |
| Évian TG           | 2013/14            | Ligue 1                | 0     | 0      | 0            | 0            | 0           | 0           | –      | –      | 0     | 0      |
| Évian TG           | 2014/15            | Ligue 1                | 21    | 2      | 2            | 0            | 1           | 0           | –      | –      | 24    | 2      |
| Évian TG           | Ogólnie            | Ogólnie                | 24    | 2      | 2            | 0            | 1           | 0           | 0      | 0      | 27    | 2      |
| Évian TG II        | 2012/13            | Championnat National 3 | 24    | 9      | 0            | 0            | –           | –           | –      | –      | 24    | 9      |
| Évian TG II        | 2013/14            | Championnat National 3 | 1     | 1      | 0            | 0            | –           | –           | –      | –      | 1     | 1      |
| Évian TG II        | 2014/15            | Championnat National 3 | 5     | 0      | 0            | 0            | –           | –           | –      | –      | 5     | 0      |
| Évian TG II        | Ogólnie            | Ogólnie                | 30    | 10     | 0            | 0            | 0           | 0           | 0      | 0      | 30    | 10     |
| Vannes OC          | 2013/14            | Championnat National   | 27    | 8      | 1            | 0            | –           | –           | –      | –      | 28    | 8      |
| Vannes OC          | Ogólnie            | Ogólnie                | 27    | 8      | 1            | 0            | 0           | 0           | 0      | 0      | 28    | 8      |
| FC Nantes          | 2015/16            | Ligue 1                | 34    | 2      | 4            | 1            | 1           | 0           | –      | –      | 39    | 3      |
| FC Nantes          | 2016/17            | Ligue 1                | 29    | 2      | 2            | 0            | 2           | 1           | –      | –      | 33    | 3      |
| FC Nantes          | 2017/18            | Ligue 1                | 36    | 5      | 1            | 2            | 1           | 0           | –      | –      | 38    | 7      |
| FC Nantes          | Ogólnie            | Ogólnie                | 99    | 9      | 7            | 3            | 4           | 1           | 0      | 0      | 110   | 13     |
| RC Strasbourg      | 2018/19            | Ligue 1                | 34    | 5      | 0            | 0            | 4           | 0           | –      | –      | 38    | 5      |
| RC Strasbourg      | 2019/20            | Ligue 1                | 25    | 8      | 2            | 1            | 1           | 0           | 4      | 1      | 32    | 10     |
| RC Strasbourg      | 2020/21            | Ligue 1                | 37    | 5      | 0            | 0            | –           | –           | –      | –      | 37    | 5      |
| RC Strasbourg      | 2021/22            | Ligue 1                | 31    | 8      | 2            | 0            | –           | –           | –      | –      | 33    | 8      |
| RC Strasbourg      | 2022/23            | Ligue 1                | 11    | 0      | 0            | 0            | –           | –           | –      | –      | 11    | 0      |
| RC Strasbourg      | Ogólnie            | Ogólnie                | 138   | 26     | 4            | 1            | 5           | 0           | 4      | 1      | 151   | 28     |
| Ogólnie w karierze | Ogólnie w karierze | Ogólnie w karierze     | 318   | 55     | 14           | 4            | 10          | 1           | 4      | 1      | 346   | 61     |

## Sukcesy
Sukcesy w karierze klubowej:

### Évian TG
- Puchar Ligi Francuskiej (1×): 2012/2013

### RC Strasbourg
- Puchar Ligi Francuskiej (1×): 2018/2019

## Życie prywatne
Jego ojciec jest Francuzem a matka Chorwatką.